# روسكو ميلر
روسكو ميلر (بالإنجليزية: Roscoe Miller)‏ هو لاعب كرة قاعدة أمريكي، ولد في 2 ديسمبر 1876 في غرينفيل في الولايات المتحدة، وتوفي في 18 أبريل 1913 في كورايدون في الولايات المتحدة بسبب سل.

## وصلات خارجية
- روسكو ميلر على موقعبيزبول رفرنس.كوم (الدوري الرئيسي) (الإنجليزية)
- روسكو ميلر على موقعبيزبول رفرنس.كوم (الدوري الثانوي) (الإنجليزية)
- روسكو ميلر على موقع مشجعي الرسوم البيانية (الإنجليزية)